# Onészilosz
Onészilosz (görögül: Ονήσιλος, ? – Kr. e. 497.) a perzsák elleni  ión felkelés ciprusi vezetője.

## Származása
Onészilosz a ciprusi Szalamisz városállam királyának, Gorgosznak öccse, így a város korábbi, meghatározó királyának Euelthónnak unokája volt.

## Szerepe a felkelésben
Az ión felkelés kitörésekor a szalamisziak segítségével megbuktatta a felkelést ellenző bátyját, majd egyesítette a sziget többi királyságát a perzsák ellen. Egyedül Amatosz maradt ki e szövetségből, ám a várost Onészilosz csapatai élén Kr. e. 497-ben meghódította[forrás?]. A perzsák hadjáratot indítottak a sziget ellen és Szalamisz közelében partra szálltak. A lázadók kezdetben sikereket értek el: a iónok legyőzték a perzsákat támogató föníciai flottát, a szárazföldi csatában pedig elesett a perzsák parancsnoka Artibiosz. Ám Kurion királya Sztaszánor átpártolt a perzsákhoz, így a csatát, amelyben maga Onészilosz is elesett, a perzsák nyerték. Ezzel a lázadás is elveszett a szigeten. A felkelés történetét javarészt Hérodotosz nyomán ismerjük. A Franz Georg Maier professzor vezette ásatások Páfosz közelében feltárták a felkelés idején emelt erődítményeket.